# Marchipont (Honnelles)
Pour les articles homonymes, voir Marchipont.
Marchipont est une section de la commune belge de Honnelles, située en Région wallonne dans la province de Hainaut. C'était une commune à part entière avant la fusion des communes de 1977.
C'est la partie belge du village de Marchipont pour lequel il existe aussi une partie française.

## Évolution démographique
- Sources : INS, Rem. : 1831 jusqu'en 1970 = recensements, 1976 = nombre d'habitants au 31 décembre.

## Galerie

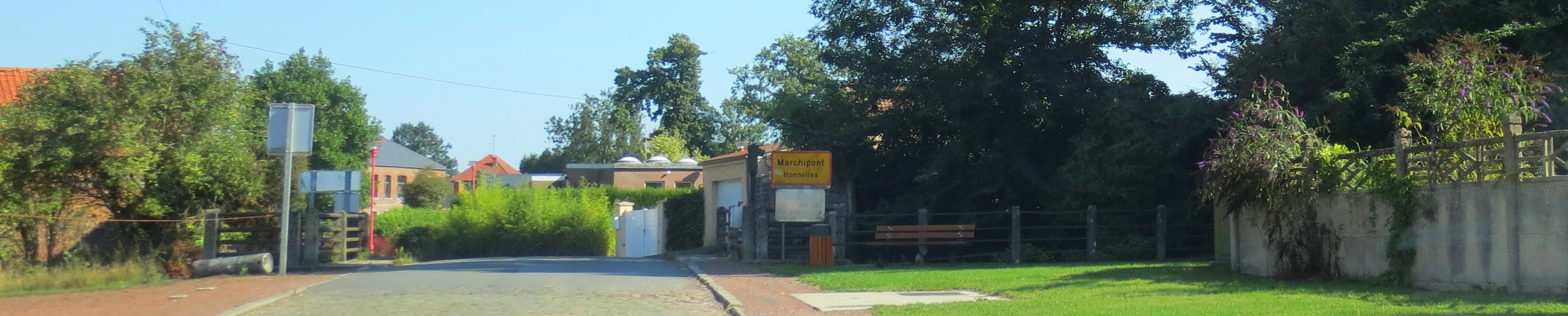
Poste frontière entre les Marchipont belge et français.
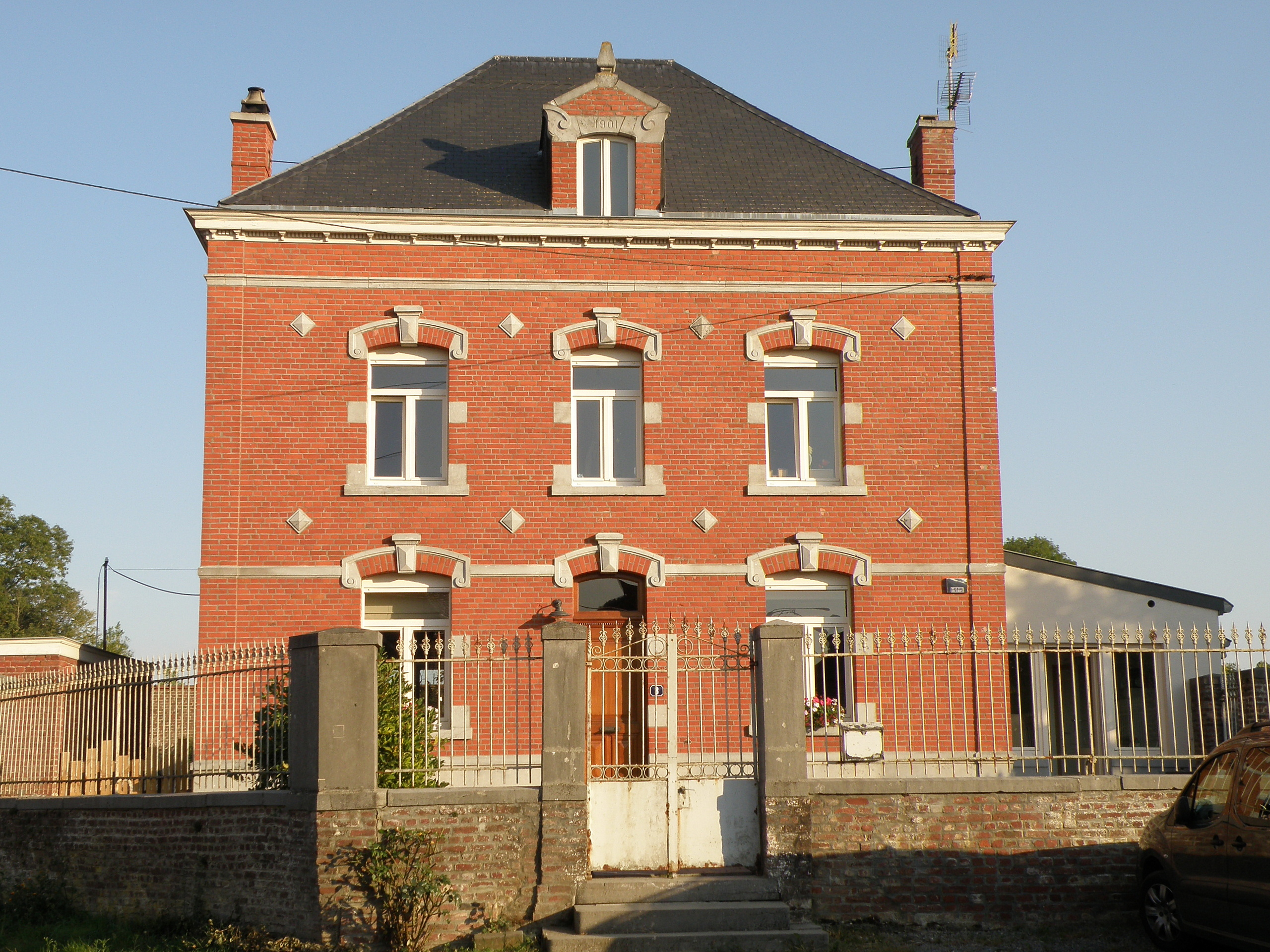
Maison de maître.
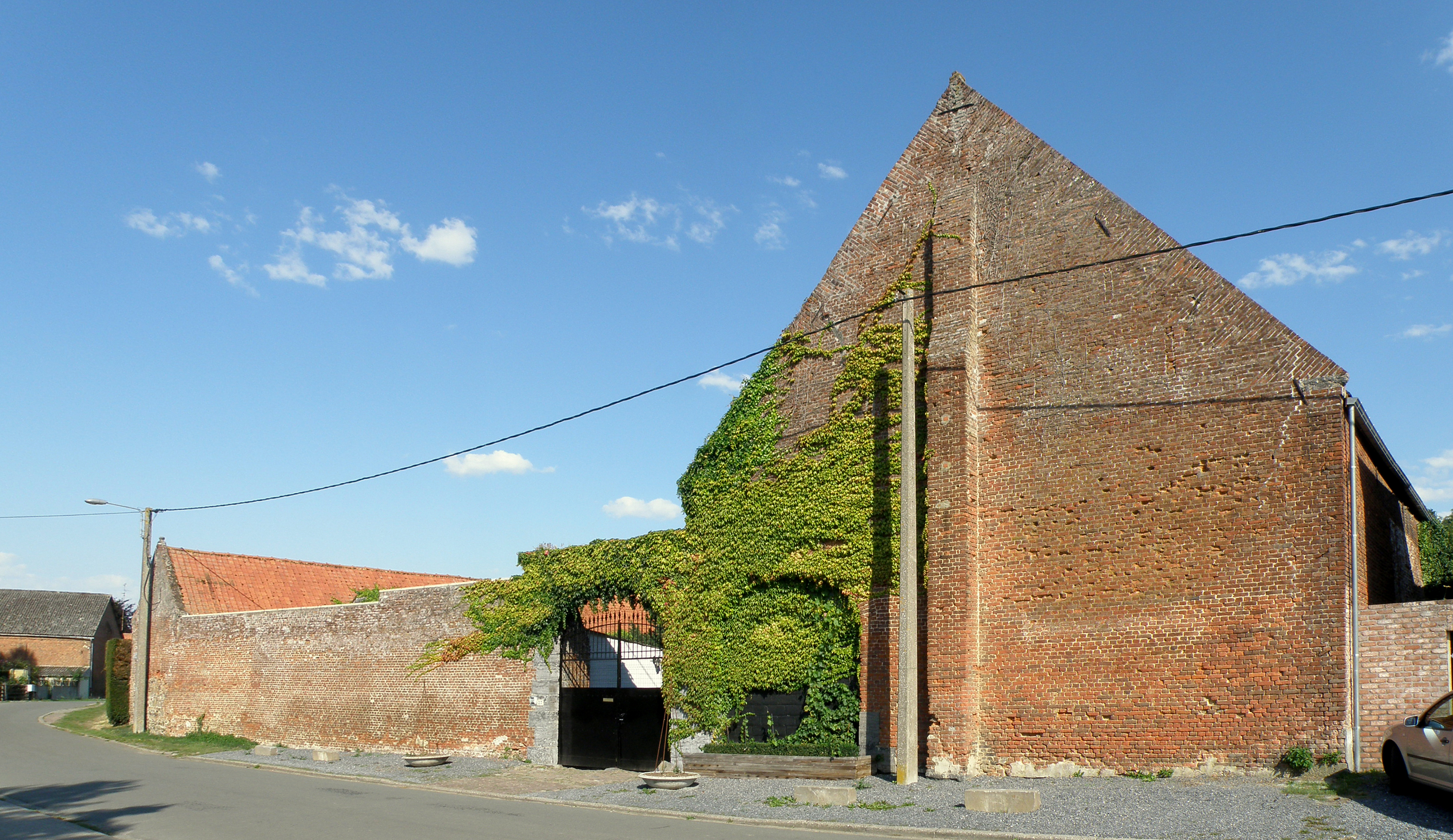
Ferme traditionnelle clôturée.